# Andrew Peters
Andrew Peters, född 5 maj 1980 i St. Catharines, är en kanadensisk före detta professionell ishockeyforward som tillbringade sex säsonger i den nordamerikanska ishockeyligan National Hockey League (NHL), där han spelade för ishockeyorganisationerna Buffalo Sabres och New Jersey Devils. Han producerade sju poäng (tre mål och fyra assists) samt 650 utvisningsminuter på 229 grundspelsmatcher. Peters spelade även för Rochester Americans i American Hockey League (AHL), Bodens IK i Allsvenskan och  Oshawa Generals och Kitchener Rangers i Ontario Hockey League (OHL).
Han draftades av Buffalo Sabres i andra rundan i 1998 års draft som 34:e spelare totalt.
Efter den aktiva spelarkarriären driver han och hans fru Erin ett distributionsföretag inom läkemedelsindustrin och han arbetar även som sportkommentator för radio- och TV-sändningar rörande Buffalo Sabres.

## Statistik
| 1996–1997  | Georgetown Raiders  | OPJHL      | 46  | 11 | 16 | 27 | 65  | —  | — | — | —  | —  |
| 1997–1998  | Oshawa Generals     | OHL        | 60  | 11 | 7  | 18 | 220 | 7  | 2 | 0 | 2  | 19 |
| 1998–1999  | Oshawa Generals     | OHL        | 54  | 14 | 10 | 24 | 137 | 15 | 2 | 7 | 9  | 36 |
| 1999–2000  | Kitchener Rangers   | OHL        | 42  | 6  | 13 | 19 | 95  | 4  | 0 | 1 | 1  | 14 |
| 2000–2001  | Rochester Americans | AHL        | 49  | 0  | 4  | 4  | 118 | —  | — | — | —  | —  |
| 2001–2002  | Rochester Americans | AHL        | 67  | 4  | 1  | 5  | 388 | —  | — | — | —  | —  |
| 2002–2003  | Rochester Americans | AHL        | 57  | 3  | 0  | 3  | 223 | 3  | 0 | 0 | 0  | 24 |
| 2003–2004  | Buffalo Sabres      | NHL        | 42  | 2  | 0  | 2  | 151 | —  | — | — | —  | —  |
| 2004–2005  | Bodens IK           | A          | 22  | 2  | 4  | 6  | 195 | —  | — | — | —  | —  |
| 2005–2006  | Buffalo Sabres      | NHL        | 28  | 0  | 0  | 0  | 100 | —  | — | — | —  | —  |
| 2006–2007  | Buffalo Sabres      | NHL        | 58  | 1  | 1  | 2  | 125 | —  | — | — | —  | —  |
| 2007–2008  | Buffalo Sabres      | NHL        | 44  | 1  | 1  | 2  | 100 | —  | — | — | —  | —  |
| 2008–2009  | Buffalo Sabres      | NHL        | 28  | 0  | 1  | 1  | 81  | —  | — | — | —  | —  |
| 2009–2010  | New Jersey Devils   | NHL        | 29  | 0  | 0  | 0  | 93  | —  | — | — | —  | —  |
| 2010–2011  | Rochester Americans | AHL        | 2   | 0  | 0  | 0  | 4   | —  | — | — | —  | —  |
| NHL totalt | NHL totalt          | NHL totalt | 229 | 4  | 3  | 7  | 650 | —  | — | — | —  | —  |
| AHL totalt | AHL totalt          | AHL totalt | 175 | 7  | 5  | 12 | 733 | 3  | 0 | 0 | 0  | 24 |
| OHL totalt | OHL totalt          | OHL totalt | 156 | 31 | 30 | 61 | 452 | 26 | 4 | 8 | 12 | 69 |